# 雲が描いた月明り
『雲が描いた月明り』（くもがえがいたつきあかり、ハングル：구르미 그린 달빛）は、2016年8月22日から2016年10月18日までKBS2で放送された韓国のテレビドラマ。19世紀の李氏朝鮮を舞台としたラブコメディドラマ。原作は、2013年から2015年にかけて発表された同名（ko:구르미 그린 달빛）のオンライン小説。

## あらすじ
時は19世紀の李氏朝鮮時代。幼い頃から男装して生きてきたホン・サムノムことホン・ラオン（キム・ユジョン）は、恋文の代筆をしていた依頼主のフリをして、その文通相手に会うことになる。当日、待ち合わせ場所に現れたのは、一国の世子（セジャ。王位継承者）イ・ヨン（パク・ボゴム）だった。そうとは知らないラオンは、しつこく「身分を明かせ」と詰め寄るヨンを、落とし穴に置き去りにして逃げてしまう。数日後、借金取りに売られてしまい、内官（ネグァン。去勢を施された官吏）試験を受けることになってしまったラオンは、密かに王宮を抜け出そうとするも、そこでヨンと思わぬ再会を果たす。これを好機と捉えたヨンはラオンに復讐したいがために、彼女を試験に合格させてしまう。出会いこそ最悪だったものの、共に生活するうちに2人は少しずつ距離を縮めていき、惹かれ合っていく。そんな中、徐々にラオンの秘密が明らかになり、次第に宮中の陰謀に巻き込まれていくことになる。

## 登場人物

### 主要人物
- イ・ヨン：パク・ボゴム / 少年期：チョン・ユンソク（朝鮮語版）

世子。王と中殿ユン氏の息子。モデルは孝明（ヒョミョン）世子。
自由奔放でツンデレな性格。
- ホン・ラオン / ホン・サムノム：キム・ユジョン / 少女期：キム・ジヨン

男装内官。
幼い頃から男装して暮らしている。恋愛相談家として生計を立てていたが、借金取りに売られてしまい、内官試験を受けることになってしまう。
- キム・ユンソン：ジニョン（元B1A4）/ 少年期：イ・ヒョジェ

キム・ホンの孫。
ラオンが女性だということにいち早く気がつき、あらゆる方面で彼女を支える。密かにラオンに想いを寄せる。
- チョ・ハヨン：チェ・スビン

チョ・マニョンの娘。モデルは神貞（シンジョン）王后。
ヨンに一目惚れし、一途に想いを寄せる。
- キム・ビョンヨン：クァク・ドンヨン / 少年期：ノ・ガンヨン

別監（ピョルガム。宮中で働く雑用係の役人）。イ・ヨンの護衛武士。
ヨンの親友で、最も信頼されている人物。女官からの人気が凄まじく、笠を被っている姿が印象的なため、影で " 笠のビョンヨン " と呼ばれている。

### 王族
- 王：キム・スンス

国王。イ・ヨンとミョンウン王女、ヨンウン王女の父。モデルは純祖（スンジョ）。
- ミョンウン王女：チョン・ヘソン（朝鮮語版）

王と中殿ユン氏の娘。イ・ヨンの妹。モデルは明溫公主。
- 淑儀（スギィ）パク氏：チョン・ミソン（朝鮮語版）

王の側室。モデルは淑儀朴氏。
- ヨンウン王女：ホ・ジョンウン

王と淑儀パク氏の娘。イ・ヨンとミョンウン王女の異母妹。モデルは永溫翁主。
ある出来事が原因で失語症になってしまう。
- 中殿ユン氏：ソ・ジョンヨン

王の正室。イ・ヨンとミョンウン王女の亡母。

### 内侍府
- ハン・サンイク：チャン・ グァン（朝鮮語版）

内侍府（ネシブ）の長。王付きの内官。
内侍府全体を監督・統率している。
- チャン内官：イ・ジュンヒョク

イ・ヨン付きの内官。ホン・ラオンの先輩。
- ト・ギ：テ・ハンホ（朝鮮語版）

内官。ホン・ラオンの同期。
- パク・ソンヨル：オ・ウィシク

内官。ホン・ラオンの同期。

### キム家
- キム・ホン：チョン・ホジン

領議政（ヨンイジョン。現在の国務総理）。キム・ユンソンの祖父。モデルは金祖淳。
- 中殿キム氏：ハン・スヨン（朝鮮語版）

王の継室。キム・ホンの娘。キム・ユンソンの叔母。モデルは純元（スンウォン）王后。

## 各話タイトルと視聴率
日本語版タイトルは、日本公式サイトを参考にしたもの。
| 各話タイトルと視聴率 | 各話タイトルと視聴率 | 各話タイトルと視聴率                           | 各話タイトルと視聴率 | 各話タイトルと視聴率 | 各話タイトルと視聴率 | 各話タイトルと視聴率 |
| 話                   | 放送日               | タイトル                                       | TNms視聴率           | TNms視聴率           | AGB視聴率            | AGB視聴率            |
| 話                   | 放送日               | タイトル                                       | 韓国(全国)           | ソウル(首都圏)       | 韓国(全国)           | ソウル(首都圏)       |
| -------------------- | -------------------- | ---------------------------------------------- | -------------------- | -------------------- | -------------------- | -------------------- |
| 第1話                | 8月22日              | 月明りの縁                                     | 8.7%                 | 10.0%                | 8.3%                 | 9.0%                 |
| 第2話                | 8月23日              | あなたへ通じる道                               | 9.3%                 | 10.4%                | 8.5%                 | 8.8%                 |
| 第3話                | 8月29日              | あなたの後ろに私がいる                         | 15.5%                | 17.9%                | 16.0%                | 17.2%                |
| 第4話                | 8月30日              | 演劇が終わったあと                             | 17.1%                | 18.8%                | 16.4%                | 16.5%                |
| 第5話                | 9月5日               | 願い事を言ってみろ                             | 16.9%                | 19.3%                | 19.3%                | 20.0%                |
| 第6話                | 9月6日               | 言えない秘密を言いたくなる時                   | 17.9%                | 21.0%                | 18.8%                | 18.9%                |
| 第7話                | 9月12日              | 告白                                           | 18.4%                | 22.0%                | 20.4%                | 20.9%                |
| 第8話                | 9月13日              | よく知りもしないくせに                         | 16.7%                | 19.8%                | 19.7%                | 20.6%                |
| 第9話                | 9月19日              | 心の留め金が外れる瞬間                         | 17.9%                | 20.5%                | 21.3%                | 22.4%                |
| 第10話               | 9月20日              | 童話のように                                   | 16.2%                | 18.6%                | 19.6%                | 20.2%                |
| 第11話               | 9月26日              | 約束                                           | 18.6%                | 20.6%                | 20.7%                | 20.6%                |
| 第12話               | 9月27日              | 信頼は運命となる                               | 18.6%                | 21.1%                | 20.1%                | 19.9%                |
| 第13話               | 10月3日              | 優しく さようなら                              | 16.4%                | 19.2%                | 18.5%                | 18.8%                |
| 第14話               | 10月4日              | 霧のかかった道                                 | 17.5%                | 20.1%                | 18.7%                | 19.4%                |
| 第15話               | 10月10日             | 真実のような嘘                                 | 16.9%                | 18.8%                | 17.9%                | 18.5%                |
| 第16話               | 10月11日             | あなたが思い描く世の中                         | 17.8%                | 20.3%                | 18.8%                | 18.8%                |
| 第17話               | 10月17日             | 始まりのための終わり                           | 22.5%                | 24.8%                | 23.3%                | 23.6%                |
| 第18話               | 10月18日             | 雲が描いた月明り                               | 21.6%                | 25.3%                | 22.9%                | 22.5%                |
| 平均視聴率           | 平均視聴率           | 平均視聴率                                     | 16.9%                | 19.4%                | 18.3%                | 18.7%                |
|                      |                      |                                                |                      |                      |                      |                      |
| スペシャル           |                      |                                                |                      |                      |                      |                      |
| 1                    | 10月18日             | 雲が描いた月明り 別伝（구르미 그린 달빛 별전） | 8.4%                 | 9.3%                 | 8.9%                 | 9.4%                 |

## 日本での放送
日本では、以下の放送局で放送。
- テレビ東京：2017年11月20日から12月13日まで『韓流プレミア』で放送。
- BS-TBS：2018年6月29日から7月24日まで、および2018年10月17日から11月9日まで放送。
- BSフジ：2019年5月24日から6月18日まで『ゆう韓ドラマ』枠で放送。
- TOKYO MX：2020年11月23日から昼11時枠で放送。
- サンテレビ：2021年1月11日から2月3日まで放送。
- テレ朝チャンネル1：2021年5月12日から6月10日まで放送。
- 日テレプラス：2021年11月25日から放送。
- BSJapanext：2022年6月15日から7月8日まで放送。